# Huang Chien-Lung
Huang Chien-Lung (4 de noviembre de 1970) es un deportista taiwanés que compitió en judo. Ganó una medalla de bronce en los Juegos Asiáticos de 1990, y una medalla de bronce en el Campeonato Asiático de Judo de 1993.

## Palmarés internacional
| Representando a China Taipéi |                  |                   |           |
| Juegos Asiáticos             |                  |                   |           |
| Año                          | Lugar            | Medalla           | Categoría |
| 1990                         | Pekín (China)    | Medalla de bronce | –65 kg    |
| Campeonato Asiático          |                  |                   |           |
| Año                          | Lugar            | Medalla           | Categoría |
| 1993                         | Macao (Portugal) | Medalla de bronce | –71 kg    |